# Jonas Leonhard Claësson

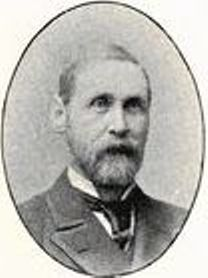
Jonas Leonhard Claësson.

Jonas Leonhard Claësson, J. L. Claësson, född 28 september 1844 i Ragunda socken, Jämtlands län, död 28 juli 1920 i Söderhamn, var en svensk läkare. Han var far till Stellan Claësson.
Claësson blev student vid Uppsala universitet 1863, medicine kandidat 1870 och medicine licentiat 1874. Han blev tillförordnad stadsläkare i Kalmar 1875, var tillförordnad provinsialläkare i Sundsvalls distrikt 1875–1876 och förste stadsläkare i Söderhamn 1876–1909. Han tillhörde stadsfullmäktige i Söderhamn under en följd av år och var ordförande i hälsovårdsnämnden. Han verkade energiskt för förbättrandet av de sanitära förhållandena i staden och tog viktiga initiativ för epidemisjukvården där.